# Port lotniczy Udon Thani
Port lotniczy Udon Thani (IATA: UTH, ICAO: VTUD) – port lotniczy położony w Udon Thani, w prowincji Udon Thani, w Tajlandii.